# カモ井食品工業
カモ井食品工業 株式会社は、岡山県倉敷市に本社を置く食品の製造・販売メーカー。総商品アイテム数は約800ある。「さきいか」は上位のシェアを誇る。

## 沿革
- 1868年（明治元年） - 倉敷市中央1丁目で、鴨井長十郎商店創業。
- 1930年（昭和 5年） - 法人組織に改組し、合資会社鴨井商行を設立。倉敷市鶴形1丁目に工場を建設。
- 1948年（昭和23年） - 株式会社鴨井商行を設立し、従来の合資会社鴨井商行の営業一切を引継ぐ。
- 1964年（昭和39年） - 株式会社鴨井商行をカモ井食品工業株式会社と社名変更。
- 1966年（昭和41年） - 本社及び工場を倉敷市中島1138番地へ移転。
- 1975年（昭和50年） - 工場敷地内に排水処理装置を完成。
- 1981年（昭和56年） - 研究棟完成。
- 1982年（昭和57年） - 低温倉庫完成。
- 1994年（平成 6年） - 新含気調理システムを導入。
- 1998年（平成10年） - 社内LANを構築。
- 2010年（平成22年） - 創立80周年・青島鴨井15周年記念式典を開催。

## 営業拠点
本社工場
岡山県倉敷市中島1138番地
大阪営業所
大阪府寝屋川市寿町48番12号
福岡営業所
福岡市東区舞松原1丁目11番7号